# Angiopteris hainanensis
Angiopteris hainanensis är en kärlväxtart som beskrevs av Ren Chang Ching och Wang. Angiopteris hainanensis ingår i släktet Angiopteris och familjen Marattiaceae. Inga underarter finns listade i Catalogue of Life.